# Muskaatboom
De muskaatboom (wetenschappelijke naam: Myristica fragrans) is een bedektzadige, groenblijvende plantensoort uit de muskaatfamilie. Van de vruchten van de boom worden de specerijen nootmuskaat en foelie gemaakt. De soort is oorspronkelijk afkomstig uit de Banda-eilanden in Indonesië, maar wordt tegenwoordig overal in de tropen verbouwd.

## Kenmerken
De muskaatboom kan 5 tot 18 m hoog worden. De schors is glad en behaard, bij jonge twijgen olijfgroen van kleur. De bladeren zijn alleenstaand met een 6 tot 12 mm lange bladsteel. De bladeren zelf zijn stevig en bijna lederachtig, met een donkergroene bovenkant en een lichtgroene onderkant. Ze worden 4 tot 8 cm groot.

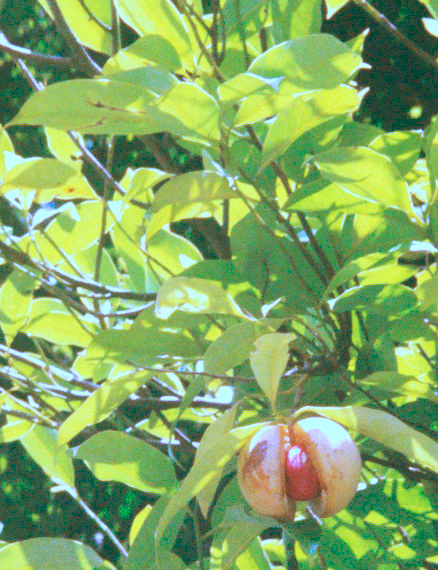
Opengesprongen vrucht van de muskaatboom.

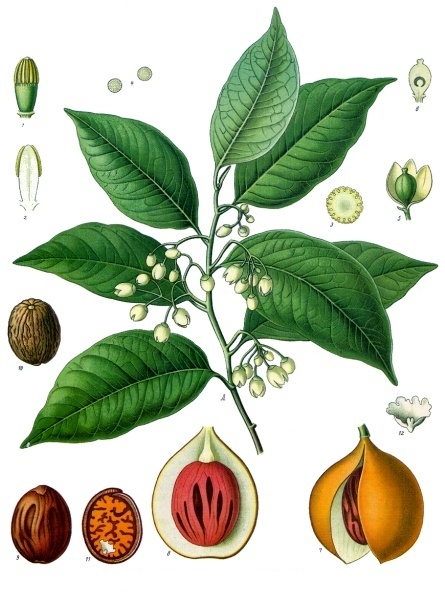
Bladeren, bloemen en vruchten van de muskaatboom.

De muskaatboom is een tweehuizige plant: er zijn zowel mannelijke als vrouwelijke planten die beide eenslachtig zijn. De mannelijke bloemen bestaan uit drie of vier 5 tot 7 mm lange bleekgele kroonbladeren met daarin 9 tot 12 meeldraden. Ze groeien in groepen van minstens vier tot meer dan acht bloemen op een korte (2 tot 5 cm grote) steel. De vrouwelijke bloemen groeien op een steel van 8 tot 12 mm en staan alleen of met enkele bloemen samen. Ze hebben dezelfde kleur als de mannelijke bloemen maar zijn iets kleiner. De stamper bestaat uit een extreem korte stijl met twee minuscule stempels. De bloeitijd is van maart tot juli.
Uit het vruchtbeginsel groeit bij de vrouwelijke planten peer- tot kogelvormige doosvruchten, die wanneer ze rijp zijn een okergele tot oranje kleur hebben. De vruchten zijn 8 tot 10 cm lang en 3,5 tot 5 cm in doorsnee. Ze bestaan uit een groot, kogelrond zaadje met een doorsnee van 2 tot 3 cm, omringd door een dikke, olieachtige zaadmantel. Het zaadje wordt de muskaatnoot genoemd.
De zaadlobben zijn aan de basis vergroeid.
Zowel de zaden als de zaadmantels worden gebruikt als specerij: de zaden leveren de nootmuskaat, de gedroogde zaadmantel is de specerij foelie.

## Voorkomen
De muskaatboom is een tropische plant die het beste gedijt in een nat en warm klimaat. De plant groeit het liefst op een natte bodem. Oorspronkelijk komt de muskaatboom uit de Banda-eilanden en de noordelijke Molukken in Indonesië. De muskaatnoot wordt geteeld op plantages, waar vrijwel alleen vrouwelijke bomen worden gekweekt, omdat de mannelijke bomen geen vruchten dragen. Tegenwoordig vindt men plantages in heel het zuiden van Azië, in Zuid-Amerika en in Afrika. Vooral op het Caraïbische eiland Grenada is de teelt belangrijk. Omdat nootmuskaat het belangrijkste exportproduct van de eilandstaat Grenada is, is een gestileerde muskaatnoot opgenomen in de nationale vlag.

## Menselijk gebruik

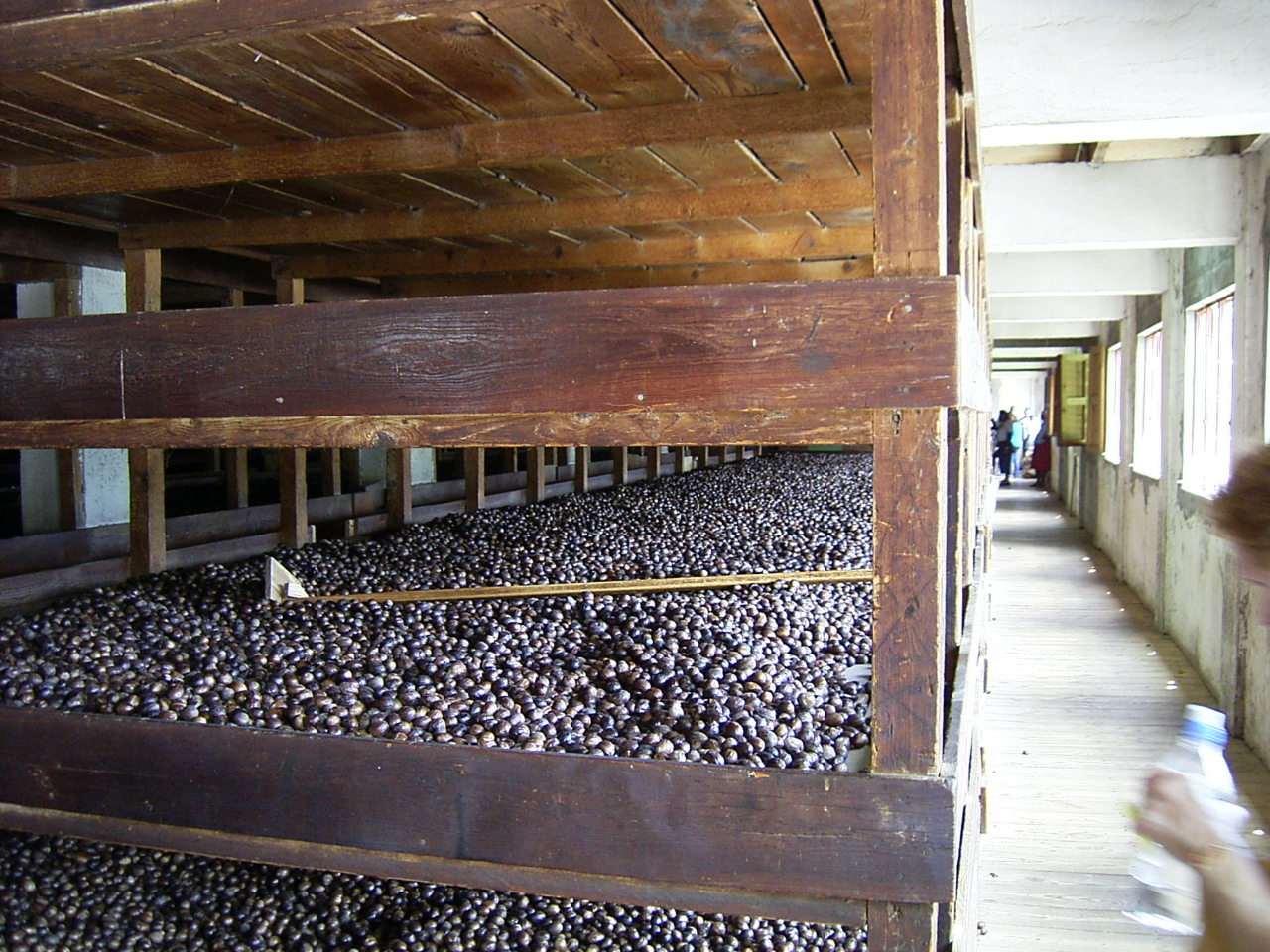
Muskaatnoten liggen te drogen in een fabriek in Grenada.

Nootmuskaat wordt als specerij met name in aardappel- en koolgerechten, soepen en vleesproducten gebruikt. Het vruchtvlies wordt gedroogd op de markt gebracht als foelie.
Uit het geeloranje vruchtvlees van de muskaatnoot worden gelei, boter en siroop gekookt. In Indonesië en Grenada maakt men ook jam van het vruchtvlees.

## Geschiedenis
Mogelijk is een beschrijving in de Naturalis Historia van de Romeinse schrijver Plinius de Oudere de oudste vermelding van nootmuskaat in de Westerse wereld. De schrijver vermeldde dat de specerij, met mate ingenomen, een goede werking op maag, lever en het hart had.
In de 16e eeuw was de vraag naar nootmuskaat in Europa zo groot, dat de specerij kostbaarder dan goud gevonden werd. Nadat de scheepvaartroute om Kaap de Goede Hoop naar Indië ontdekt was, betwistten de Portugezen, Britten, Spanjaarden en Nederlanders elkaar de specerijenhandel. Op 18 april 1667 ruilden de Nederlanders Manhattan in Noord-Amerika met de Engelsen tegen het onbeduidend kleine eilandje Run in de Molukken (en Suriname), omdat daar muskaatbomen verbouwd werden. De VOC liet de bomen op andere eilanden kappen, om op die manier een monopolie over de handel in nootmuskaat te verkrijgen. Deze opzet slaagde gedurende enige tijd. Nadat in Engeland het gerucht verspreid raakte dat nootmuskaat het enige werkende medicijn tegen de pest was, volgde een explosieve prijsstijging.
Het lucratieve Nederlandse monopolie op nootmuskaat werd gebroken in 1770, toen de Franse stadhouder van Mauritius in het geheim enkele noten uit Nederlands-Indië naar Mauritius liet smokkelen om aldaar plantages te beginnen.